# Mapa esquemático del nuevo mundo de postguerra

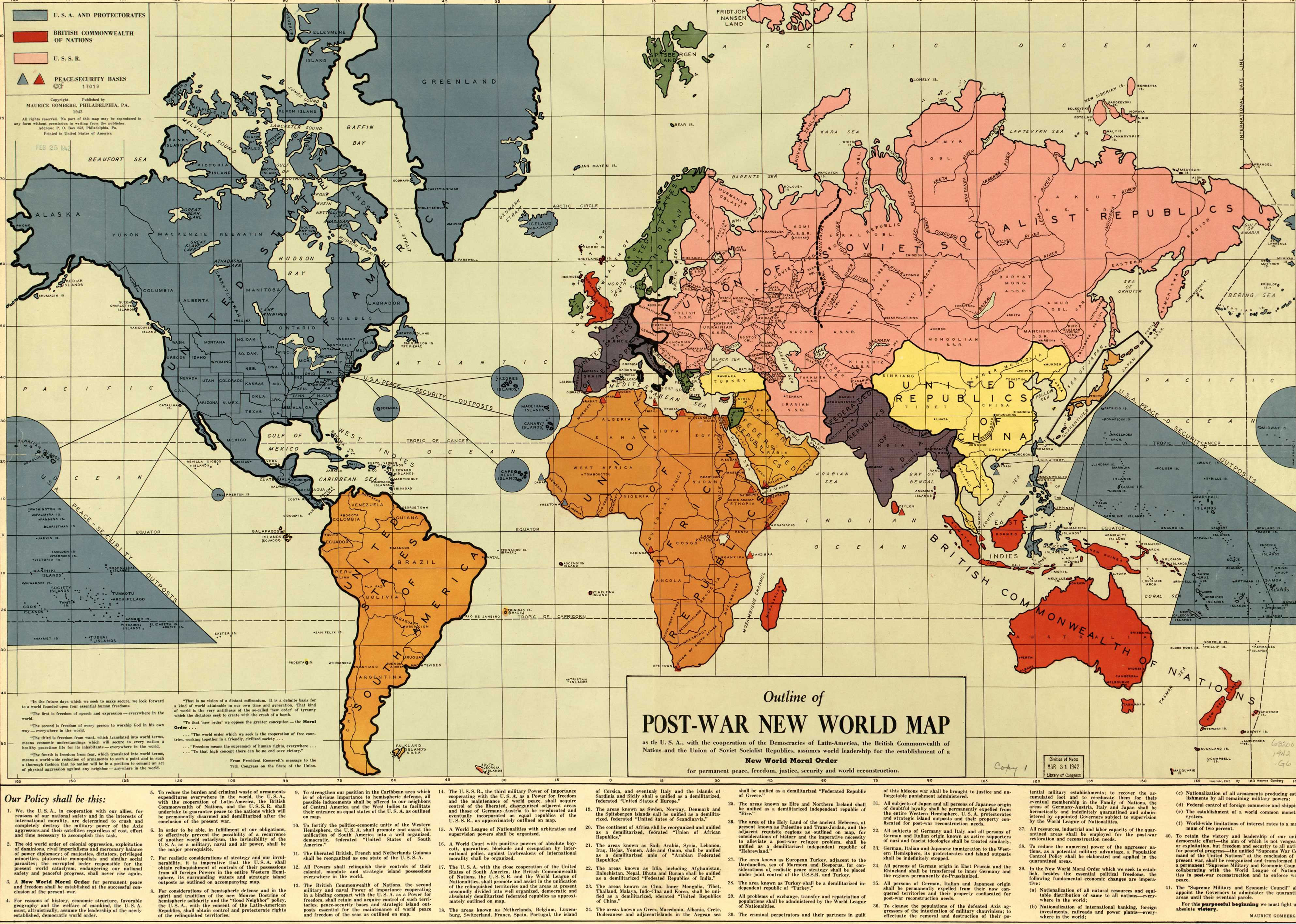
Mapa esquemático del nuevo mundo de postguerra, publicado en 1942

El Mapa esquemático del nuevo mundo de postguerra (en inglés: Outline of the Post-War New World Map), también conocido como Mapa de Gomberg, fue un mapa completado antes del ataque a Pearl Harbor y autopublicado el 25 de febrero de 1942 por Maurice Gomberg, un ciudadano estadounidense de Filadelfia. 
El mismo propone una división política del mundo después de la victoria aliada en la Segunda Guerra Mundial. En este escenario de posguerra, los Estados Unidos sería la principal potencia militar y económica, seguido por el Reino Unido, bajo la forma de Comunidad británica de Naciones, la Unión Soviética y los futuros Estados Unidos de Sudamérica.Los demás estados, todos ellos salvo dos excepciones repúblicas federales, serían desmilitarizados. Los estados que formaron parte del Eje, Alemania, Italia y Japón, serían ocupados por las potencias vencedoras, sujetos a gobernadores externos, desmilitarizados y aislados del mundo exterior (Gomberg usa el término cuarentena y la califica de indefinida) a fin de ser «reeducados».
Gomberg, un judío de origen ruso emigrado a Estados Unidos, de quien poco más se sabe, creó el mapa como un proyecto personal, lo imprimió por sus propios medios y lo puso a la venta, por el valor de 1 dólar estadounidense, en diversas revistas populares.  
En un extremo del mapamundi se pueden leer extractos del discurso del entonces presidente Franklin D. Roosevelt, conocido como Las cuatro libertades. En el colofón del mapa aparece un manifiesto que describe un «Nuevo Orden Moral Mundial» por medio de cuarenta y una proposiciones con el encabezado: Our Policy shall be This («Esta será nuestra política»).
El mapa ha sido difundido, especialmente en Internet, por los teóricos de la conspiración del Nuevo Orden Mundial, quienes creen que representa el objetivo del gobierno de los Estados Unidos.

## Descripción de los estados y territorios propuestos en el mapa
El mapa propone un total de 14 estados soberanos, en lugar de los 63 existentes en 1939, 4 potencias militares, 10 estados desmilitarizados y 3 estados «en cuarentena».

### Poderes militares

#### Estados Unidos
Los Estados Unidos abarcan (sin incluir los puestos de seguridad en el Pacífico y el Atlántico) la totalidad de Norte, Centroamérica y las islas del Caribe.
El mapa propone que las Célebes, Hainan, Islandia, las islas Molucas, Filipinas y Taiwán sean protectorados estadounidenses. Así mismo,  las ciudades portuarias de Dakar y Freetown (en la costa oeste de África) y las islas del Pacífico (excepto Islas Salomón y Nueva Guinea) serán "bases de paz y seguridad".

#### Mancomunidad Británica de Naciones
La Mancomunidad Británica de Naciones tendría su sede en el Reino Unido, con la exclusión de Irlanda del Norte. La Mancomunidad incluiría las Islas Feroe, Madagascar (a principios de 1942 todavía una colonia francesa), Ceilán, las islas Andamán, Chipre, Malta, la mayor parte de Indonesia (en 1942 una colonia holandesa ocupada por Japón) y la actual Papúa Nueva Guinea, así como las entonces colonias británicas que ahora son Singapur y Borneo del norte, Georgia del Sur, el archipiélago de Bismarck, las Islas Salomón y los países de Australia y Nueva Zelanda. Otras regiones en posesión británica se entregarían a los Estados Unidos como protectorados.
El mapa propone que la Mancomunidad tenga algunas ciudades portuarias en África y el Mediterráneo como "bases de paz y seguridad". Dichas ciudades son: Alejandría, Argel, Bengasi, Berbera, Cabinda, Yibuti, Ciudad del Cabo, Gibraltar, Mogadiscio, Orán, Port Sudan y Zanzíbar.

#### Unión Soviética
La Unión Soviética se expandiría para ser mucho más grande que su tamaño original, expandiéndose a 24 (más tarde 25) Repúblicas Socialistas Soviéticas. Además del territorio soviético controlado en la década de 1930, la Unión Soviética incorporaría a Finlandia, las repúblicas bálticas, Polonia, Checoslovaquia, Hungría, Rumania, Yugoslavia, Bulgaria, Irán, Mongolia y Manchuria. Una vez reeducadas, Alemania y Austria se incorporarían a la URSS. 

#### América del Sur
El mapa propone que toda Suramérica y las islas cercanas al continente, (incluidas las Islas Malvinas) formen un estado federal y democrático llamado "Estados Unidos de Sudamérica", incluyendo en el mismo a las colonias de Guyana Británica, Guyana Neerlandesa y Guayana Francesa. Este estado tendría poder militar y se formaría bajo la supervisión estadounidense en el marco de la política del buen vecino.

### Estados desmilitarizados
El mapa propone los siguientes como estados desmilitarizados:
- Repúblicas Unidas de China formadas por China (sin Taiwán ni Hainan), Indochina Francesa, Corea, Malaya, Tailandia y Tíbet.

- Estados Unidos de Europa, compuestos por Bélgica, Luxemburgo, Francia, Mónaco, Países Bajos, Portugal, San Marino, España, Andorra, Suiza, Liechtenstein, Vaticano y la parte de Alemania al oeste del río Rin.

- Estados Unidos de Escandinavia, la unión de Dinamarca, Noruega y Suecia.

- Unión de Repúblicas Africanas, comprende toda África, descolonizada, con excepción de Madagascar y de los puestos de seguridad.

- Repúblicas Federadas Árabes, formadas por las naciones árabes del Cercano Oriente, con excepción de los territorios de Palestina y Transjordania.

- Repúblicas Federadas de India,comprende el Indostán y las regiones adyacentes, es decir: Afganistán, Bhután, Myanmar, India, Bangladés, Pakistán y Nepal.

- República Federal de Grecia, compuesta por Grecia y Albania, con la posible incorporación de Macedonia del Norte.

- Eire, estado que engloba a toda la isla de Irlanda.

- Hebreolanda (Hebrewland), hogar nacional judío en los actuales Israel, Palestina y Jordania, así como partes de Siria y una porción del norte de Arabia Saudita.

- Turquía, estado que abarca solamente la Turquía asiática; la Turquía europea quedaría bajo el control conjunto de la URSS y Turquía.[7]

### Naciones en cuarentena
El mapa propone que las siguientes naciones permanezcan bajo cuarentena:
- Alemania, incluidas Austria y el territorio controlado por la República de Weimar al este del río Rin pero sin Prusia Oriental. Este estado finalmente se incorporaría a la Unión Soviética.

- Italia, el entonces reino de Italia con el añadido de Venecia Julia, finalmente se uniría a los Estados Unidos de Europa.

- Japón, estado formado por el Japón actual, sin las islas Bonin, Iturup, Kunashir, Shikotan y Habomai. El mapa no especifica si Japón se incorporaría a alguna otra de las entidades estatales.

## Manifiesto de política exterior en la posguerra
Al pie del planisferio, Gomberg indica por medio de cuarenta y un puntos los lineamientos de la política exterior en el caso de una victoria aliada. Después de afirmar la determinación de alcanzar el triunfo final, el segundo punto, que determina a los demás, establece que: «El viejo orden mundial de opresión colonial, explotación de dominios, imperialismo rival y diplomacia mercenaria de equilibrio de poder [...] nunca volverá a levantarse». A fin de lograr este fin, Gomberg indica que los Estados Unidos deben asumir el liderazgo mundial, con el requisito de ser una potencia militarmente invencible. En este sentido debe obtener el control absoluto del Hemisferio Occidental, dividido entre los Estados Unidos ampliados con Canadá, México, Centroamérica y el Caribe, y el estado federal de Sudamérica. Las posesiones coloniales deben desaparecer, pero algunos territorios seguirán formando parte del Imperio Británico, con el nombre de Mancomunidad (Commonwealth) de Naciones, aliada de los Estados Unidos. La Unión Soviética, descrita como «tercera potencia militar de importancia que coopera con los EE.UU. para la libertad y el mantenimiento de la paz mundial», incorporará las zonas liberadas de Europa Central y Oriental, además de obtener el control, compartido con Turquía, sobre los Dardanelos y el Bósforo. 
A fin de reforzar el Nuevo Orden, Gomberg propone la creación de una Liga mundial de nacionalidades con poderes de arbitraje y un Tribunal Mundial «con poderes punitivos de boicot absoluto, cuarentena, bloqueo y ocupación por parte de la policía internacional, contra los infractores de la ley moral internacional». En lo que respecta a los estados del Eje, una vez vencidos, se juzgará y castigará a sus líderes políticos y militares, así como a todos los simpatizantes del nazismo y del fascismo. Se impedirá la emigración al Hemisferio Occidental de alemanes, italianos y japoneses, estos últimos así como sus «descendientes de dudosa lealtad», serán expulsados del continente americano. Se implementarán traslados de población hacia las zonas en cuarentena, en las cuales se aplicará una política de control de la natalidad. Toda la capacidad económica e industrial de los derrotados será puesta al servicio de la reconstrucción.
Por último, el autor propone una serie de medidas económicas que impedirán el estallido de otra guerra mundial. Las mismas, especificadas en seis acápites, son la nacionalización de los recursos naturales (que deberán ser distribuidos de forma equitativa en todo el mundo), así como de la banca internacional, las inversiones extranjeras, los ferrocarriles, las centrales eléctricas y las fábricas de armas. A estas medidas de estatización se le suma el control federal del comercio y transporte marítimo, el establecimiento de una moneda mundial y la limitación, en todos los países, de las tasas de interés a un «máximo del dos por ciento». 
Al frente del sistema mundial, Gomberg sugiere instalar un «Consejo Supremo Militar y Económico», formado por los miembros del propuesto pero nunca constituido: «Comando Supremo de Guerra de las Naciones Unidas». El objetivo de este comité es reconstrucción de posguerra y la «imposición de la paz mundial».